# Team Hot Wheels: The Origin of Awesome!
Team Hot Wheels: The Origin of Awesome! (no Brasil: Team Hot Wheels: Mandando Bem) é um filme de animação de 2014 produzido pela Mattel em parceria da Mercury Filmworks (responsável por desenhos como Kick Buttowski: Suburban Daredevil e Galáxia Wander), baseada na franquia de carrinhos Hot Wheels e distribuída em DVD.
No mesmo ano um trecho do filme foi divulgado na internet e também transmitido nos canais Cartoon Network e SBT (Sábado Animado). Ao contrário dos filmes e animações anteriores de Hot Wheels, este filme é focado em uma comédia de ação surreal com novos personagens. É o primeiro filme Hot Wheels desde o cancelamento de Hot Wheels Battle Force 5 em 2012.
O segundo filme da série foi lançado em 2015 intitulado Team Hot Wheels: The Skills to Thrill (Team Hot Wheels: Acelerar Para Detonar).

## Enredo
Em uma cidade calma quatro garotos: Gage, Wyatt, Brandon e Rhett se divertem pilotando carros criados pelo seu amigo cientista Larry. Porém quando surge Rev, um antigo assistente de Larry que começa a causar o caos na cidade a cobrindo com uma pista laranja e criando monstros para aterrorizar as pessoas Gage e sua turma são convocados para formarem a equipe Team Hot Wheels e deter a destruição causada por Rev através de seus novos carros motorizados.

## Personagens
- Gage, o líder do Team Hot Wheels. É compulsivo e competente, tem uma rivalidade forte com Wyatt para ser o melhor piloto. Dirige o carro Twin Mill e sua cor é verde.

- Wyatt, o segundo melhor piloto da equipe. É selvagem e cabeça dura, além de parecer ser mimado pela avó. É parceiro e rival do Gage. Dirige o carro Baja Truck e sua cor é amarelo.

- Brandon, o mais genial da equipe. Frequentemente calcula as trajetórias das pistas e demonstra ser o mais racional da equipe. Dirige o carro Quick n' Sik e sua cor é azul.

- Rhett, o mais calmo e alegre da equipe. Ao contrário de Brandon sempre faz as coisas sem pensar e cria desastres. Dirige o carro Bone Shaker e sua cor é vermelho.

- Larry, o velho cientista amigo de Gage, Wyatt, Brandon e Rhett. Foi ele quem criou Rev e possui um laboratório de carros escondido embaixo da sua oficina. Muito excêntrico e desmiolado foi ele quem deu os carros os garotos para agitarem a cidade. No final do filme é revelado que o Rev não passava de um truque criado por Larry para impulsionarem os garotos a trabalharem em equipe.

- Jerry, o robô assistente de Larry. Frequentemente falha e costuma jogar água na cara de Rhett. No final do filme ele se torna o antagonista tomando o carro Rev Rod para destruir a cidade após uma falha em seu sistema.

- Carros Mutantes, são carros robóticos com vida própria criados acidentalmente por Rhett e Brandon após derrubarem quatro frascos de DNAs de animais. Os animais que serviram de mutação nos carros foram um crocodilo, um tubarão, um escorpião e um peixe, porém a princípio eles se revoltaram para causarem destruição. Somente Wyatt conseguiu domá-los e fazê-los se aliarem ao Team Hot Wheels.